# لامپرخکهوسن
لامپرخکهوسن (به آلمانی: Lamprechtshausen) یک منطقهٔ مسکونی در اتریش است که در ناحیه زالتسبورگ-اومگه‌بونگ واقع شده‌است. لامپرخکهوسن ۳۱٫۷۷ کیلومتر مربع مساحت دارد ۴۵۸ متر بالاتر از سطح دریا واقع شده‌است.